# Faro de Tazones
El Faro de Tazones o Faro de Villaviciosa, está situado en la aldea de Villar de Tazones, en la parroquia de Tazones, concejo de Villaviciosa, Principado de Asturias, España. Está en funcionamiento desde 1864 y electrificado desde 1928, y es uno de los mejor conservados y cuidados del litoral asturiano. En 1953 se le instaló una sirena.

## Características
Se sitúa en la Punta del Olivo o de las Ariceras, a una altitud de 127 metros sobre el nivel del mar y la linterna a 11 metros sobre el terreno, en un recinto ajardinado de unos 2.000 metros cuadrados, cerrado con muro de piedra con lajas de pizarra en la parte superior.
El edificio construido con piedra arenisca, consta de dos plantas, una inferior de 150 metros cuadrados y una superior de 50 metros cuadrados. 
La torre es de planta octogonal, adosada a la fachada norte del edificio principal, construida en sillería rectangular y con ángulos achaflanados; tiene en su interior una amplia vidriera que ocupa la parte inferior de su cara norte, sobre la cual aparece una placa conmemorativa de su construcción con la inscripción «Faro de Villaviciosa. Año de 1864».
En su interior hay una escalera de caracol de hierro y color gris metalizado de 37 peldaños que accede a la linterna; instalada esta en 1945 y protegida por una cúpula opaca, rematada con un pararrayos y una veleta. 
Las fachadas del edificio anexo tienen plafones de color blanco y la techumbre está cubierta de tejas de color rojo.